# Million Wolde
Millon Wolde, né le 17 mars 1979 à Addis-Abeba, est un athlète éthiopien, pratiquant le 5 000 mètres.

## Biographie
Après s'être fait connaître dès les catégories juniors, tant sur piste, avec un titre mondial à Annecy en 1998, ou en cross-country, avec un titre 1998 à Marrakech, précédé par une médaille d'argent l'année précédente à Turin, Millon Wolde obtient sa première récompense en senior lors des mondiaux indoor 1999 à Maebashi avec une médaille de bronze. Lors de la saison estivale, il termine à la 8e place lors Championnat du monde 1999 à Séville.
Le sommet de sa carrière se situe lors Jeux olympiques de 2000 à Sydney : à 200 mètres de l'arrivée il dépasse tous les autres concurrents pour remporter l'or olympique.
Il confirmera son bon niveau par une médaille de bronze obtenue sur la piste d'Edmonton lors des Championnats du monde d'athlétisme 2001.

## Palmarès

### Jeux olympiques
- Jeux olympiques de 2000 à Sydney
  -  Médaille d'or du 5 000 mètres.

### Championnat du monde d'athlétisme
- Championnat du monde junior 1998 à Annecy
  - Médaille d'or du 5 000 mètres.
- Championnats du monde d'athlétisme 2001 à Edmonton
  -  Médaille d'argent du 5 000 mètres.

### Championnats du monde d'athlétisme en salle
- Championnat du monde indoor 1999 à Maebashi
  -  Médaille de bronze du 3 000 mètres

### Autres
- cross-country
  - Médaille d'argent du Championnat du monde junior 1997 à Turin
  - Médaille d'or du Championnat du monde junior 1998 à Marrakech